# Vitamina D
La vitamina D está representada por dos compuestos liposolubles: vitamina D3 (colecalciferol) y la vitamina D2 (ergocalciferol): 
- La vitamina D3 es producida en la piel del ser humano y de otros animales, a partir del 7-deshidrocolesterol (derivado del colesterol) por acción de los rayos UVB (290-310 nm) de la luz solar.
- La vitamina D2 se produce en las plantas, en los hongos y en las levaduras por la irradiación solar a partir del ergosterol.

Ambos compuestos de vitamina D son inactivos biológicamente. Al ser absorbidos, sufren una serie de transformaciones (metabolismo) para producir varios compuestos (sus metabolitos), que son los activos y responsables de las múltiples funciones de la vitamina D en el organismo. 
El primer metabolito biológicamente activo es el 25-hidroxivitamina D [25(OH)D] (calcidiol), que se produce en el hígado a partir de ambas formas, vitamina D2 o D3, ya sea que provengan de los alimentos o la formada en la piel, de forma endógena. Uno de los metabolitos más importantes es el 1,25-(OH)2-D3 (calcitriol), producido en el riñón, mediante regulación, y de acción hormonal.
Por lo menos algunos de los mecanismos de la acción de la vitamina D se ajustan al modelo clásico de una hormona esteroidea. El mantenimiento de la homeostasis de calcio y fósforo es el rol fisiológico más claro de la vitamina D, por lo que la función nutricional bien conocida es la que desempeña en el mantenimiento de huesos y dientes sanos, junto con los minerales esenciales calcio, fósforo y magnesio, cuya alteración produce lesiones en los huesos. Por eso es que las deficiencias de estos nutrientes, especialmente de la vitamina D y calcio, se asocian evidentemente con problemas esqueléticos tales como el raquitismo, la osteomalacia, la osteopenia y la osteoporosis. Sin embargo, en los últimos tiempos, al identificarse receptores celulares de los metabolitos de la vitamina D en 30 tipos de células diferentes (del sistema inmune, endocrino, neuromuscular, hematopoyético, piel y células tumorales), se ha reconocido que tiene muchas otras funciones no relacionadas con la homeostasis de calcio y fósforo, y que son muy importantes para el mantenimiento de la salud. Las funciones pueden agruparse como sigue:[cita requerida]
- Su función en el metabolismo del calcio y del fósforo para la integridad de huesos y dientes: en la absorción intestinal de calcio y parcialmente de fósforo, la reabsorción renal de calcio y fósforo, el recambio mineral óseo y la homeostasis de calcio y fósforo, esto último junto con las hormonas paratiroidea y calcitonina.
- Sus funciones en tejidos no calcificados.
- La que ocurre en tejidos diferentes a aquellos relacionados con la homeostasis de calcio (células beta pancreáticas, capa de Malpighi de la piel, células cerebrales específicas, pituitaria, músculo, glándula mamaria, células endocrinas del estómago, etcétera). Por eso se ha demostrado que tiene un papel importante en la regulación inmune, en la función endocrina del páncreas, en la piel, en la función muscular y en el desarrollo cerebral.
- Por medio de estas funciones se han observado ciertos efectos benéficos del consumo de vitamina D para la prevención o atenuación de algunas enfermedades como artritis reumatoidea, esclerosis múltiple, diabetes tipo 1, enfermedades inflamatorias de la piel, enfermedad inflamatoria intestinal (colitis ulcerosa, enfermedad de Crohn), diabetes tipo 2, enfermedades cardiovasculares y en ciertos tipos de cáncer (por ejemplo, cáncer de colon, de próstata, colorectal, de mama).[3][4]

Debido a estas múltiples funciones muy importantes para la salud humana y al bajo consumo de alimentos ricos en vitamina D (pescados grasos como el salmón o el atún, hígado de ternera, yema de huevo y hongos) se promueve la suplementación o la exposición cuidadosa y prudente a la luz solar (por los riesgos o daños que ocasiona la sobrexposición al sol). Por lo descrito anteriormente, los valores de ingesta de referencia (DRI, por sus siglas en inglés) han aumentado en los últimos años, así como los valores diarios —para niños desde los 4 años y adultos— que subieron de 400 UI (10 µg) a 800 UI (20 µg).[cita requerida]

## Función

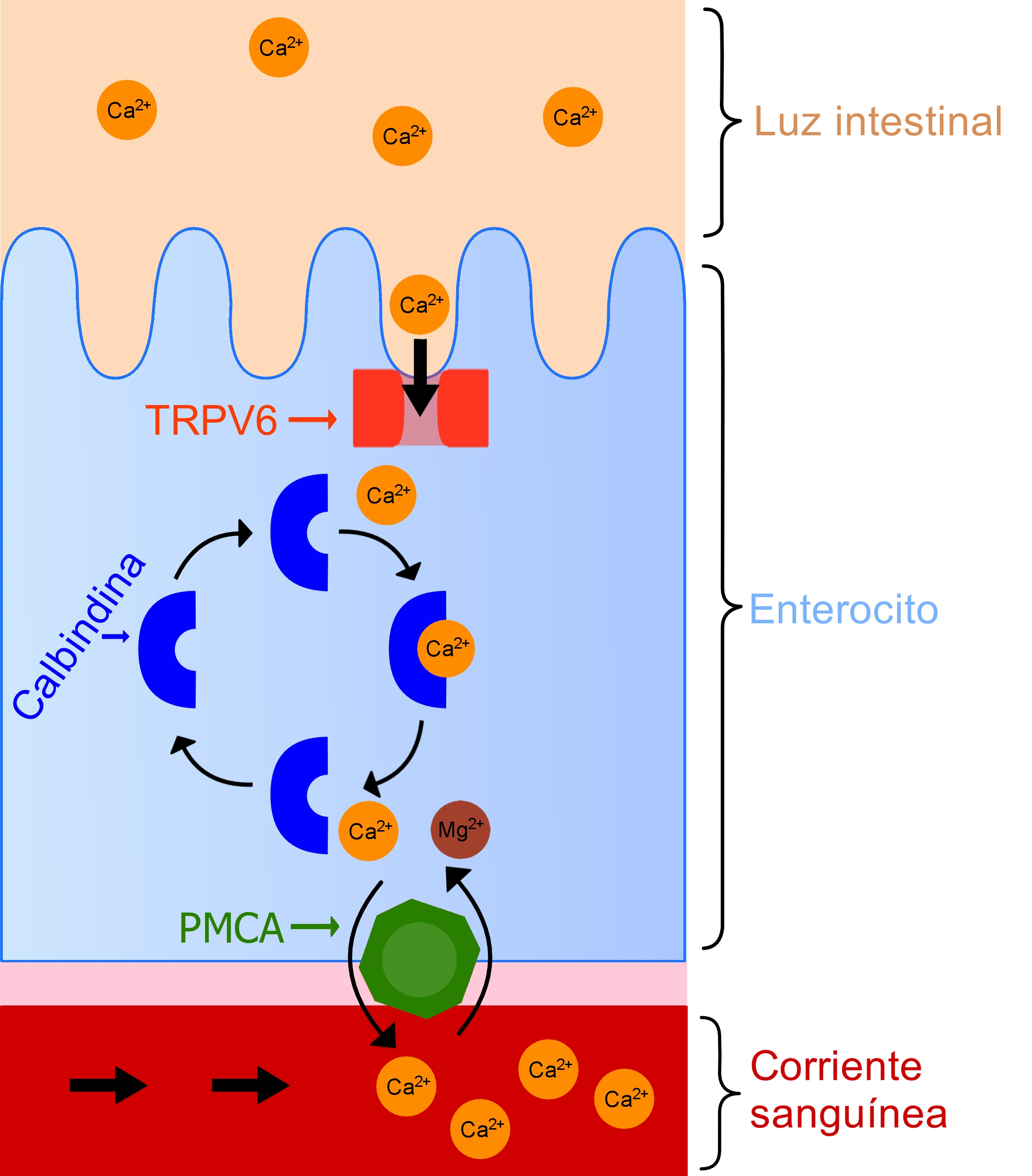
La principal función de la vitamina D es aumentar la absorción de calcio a nivel intestinal favoreciendo la síntesis de proteínas de transporte como la calbindina.

La vitamina D tiene múltiples funciones. La más importante de ellas es la regulación de los niveles de calcio y fosfato a nivel renal, promoviendo la absorción intestinal de los mismos a partir de los alimentos y la reabsorción de calcio a nivel renal para disminuir las pérdidas por la orina. Además favorece la remodelación del hueso y su mineralización. Con esto contribuye a la formación ósea, siendo esencial para el desarrollo del esqueleto.
Las sales cálcicas hacen posible la integridad estructural del esqueleto y son el principal componente mineral del hueso; La vitamina D actúa sobre las células del intestino delgado y favorece la absorción del calcio (Ca2+) y fosfato que después pasa los huesos. Por ello si la vitamina D falta los huesos tienden a desmineralizarse, debilitarse y curvarse, produciéndose malformaciones irreversibles: raquitismo en los niños y osteomalacia en los adultos que ya han completado su crecimiento óseo.
Cuando el organismo necesita mayor cantidad de calcio, por ejemplo en los niños y adolescentes durante el periodo de crecimiento, dietas bajas en calcio, mujeres embarazadas y durante la lactancia, se produce un aumento en la síntesis de vitamina D por la piel que hace posible una mayor absorción de calcio a través del intestino.
Gracias a este mismo proceso de mineralización en el que contribuye la vitamina D, también se asocia con un aumento en el volumen muscular, particularmente en el tejido muscular estriado o esquelético (encargado de movimientos voluntarios del organismo).
Otra función de la vitamina D es inhibir la secreción de hormona paratiroidea (PTH). También actúa como modulador en el sistema inmune, promoviendo la transformación de monocitos en macrófagos. Por este motivo las personas con déficit de vitamina D son más susceptible a contraer determinadas enfermedades infecciosas como la tuberculosis, no obstante se ha observado que la hipervitaminosis también se asocia a una mayor propensión a contraer esta enfermedad.
Recientemente, la revista CANCER, asociada con la American Cancer Society, ha declarado que la Vitamina D puede ayudar a prevenir un efecto secundario potenciado por la inmunoterapia contra el cáncer. Estos tratamientos, aunque han ayudado a muchos pacientes, también han causado efectos secundario como colitis (reacción inflamatoria en el colon). Según un estudio científico, tomar suplementos de Vitamina D podría reducir el riesgo de colitis en pacientes con cáncer. 

## Mecanismo de acción

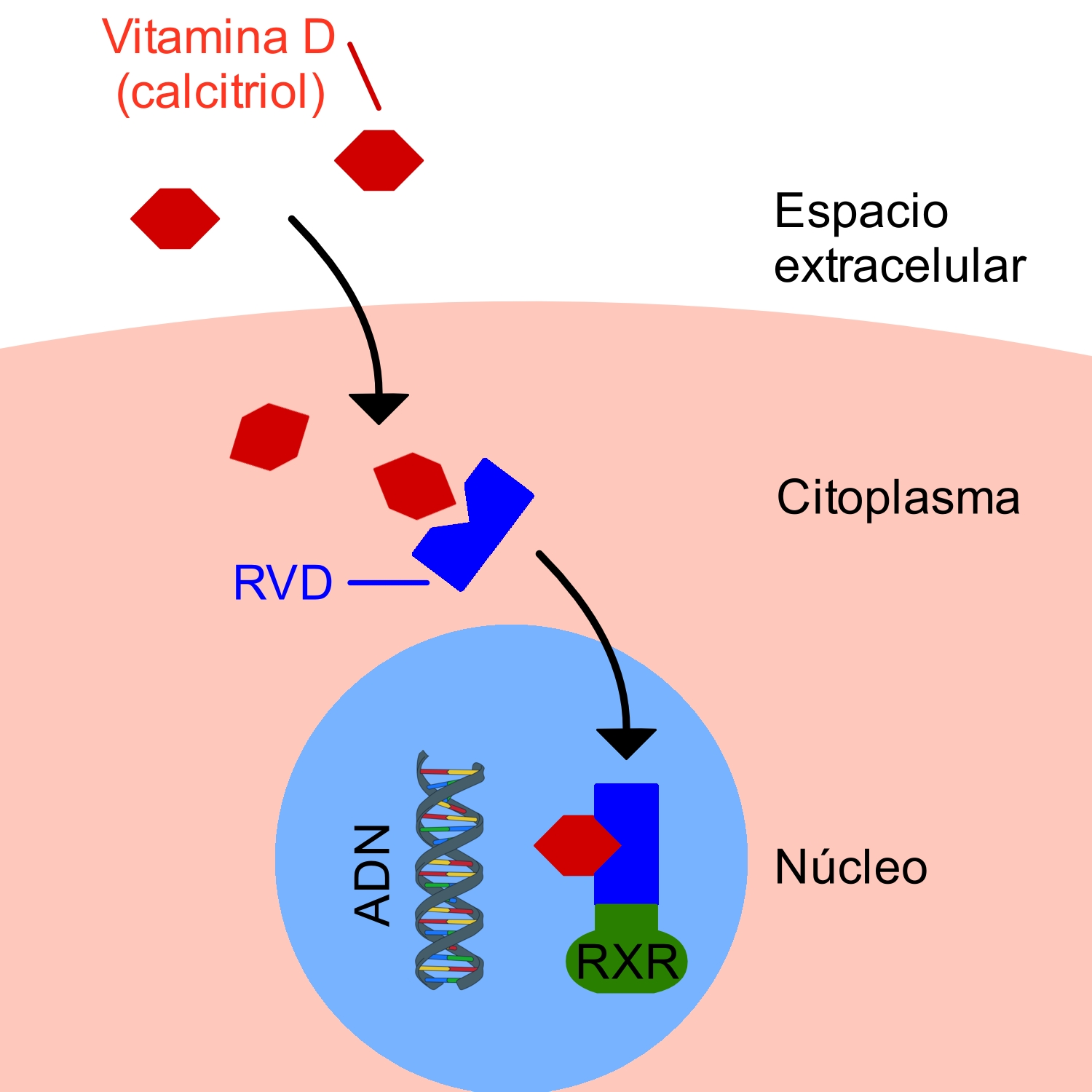
Mecanismo de acción del calcitriol (forma activa de la vitamina D).
RVD=Receptor de vitamina D.
RXR=Receptor X retinoide)

La forma activa de la vitamina D (calcitriol) penetra en la célula donde se une al receptor de vitamina D (RVD), también llamado VDR por las iniciales de su denominación en inglés (vitamin D receptor). Esta unión activa el receptor y se forma un complejo que penetra en el núcleo celular, donde actúa como un factor de transcripción que modula la expresión de determinados genes que codifican proteínas de transporte, como el TRPV6 y la calbindina.  Estas proteínas de transporte están presentes en las células del intestino delgado y permiten la absorción del calcio procedente de los alimentos.

### Fuentes alimentarias de vitamina D

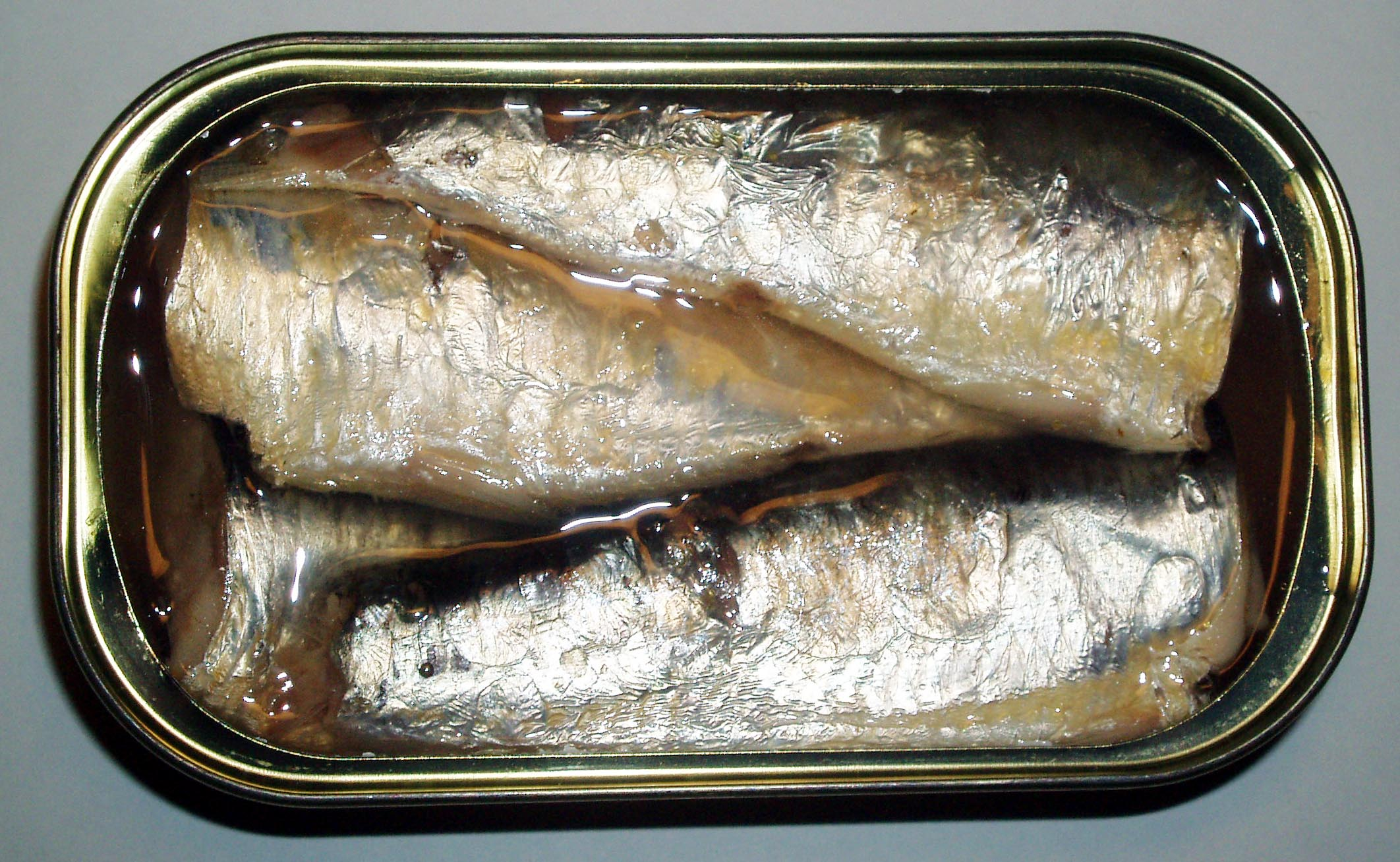
Sardinas en lata

## Vitamina D, piel y luz solar

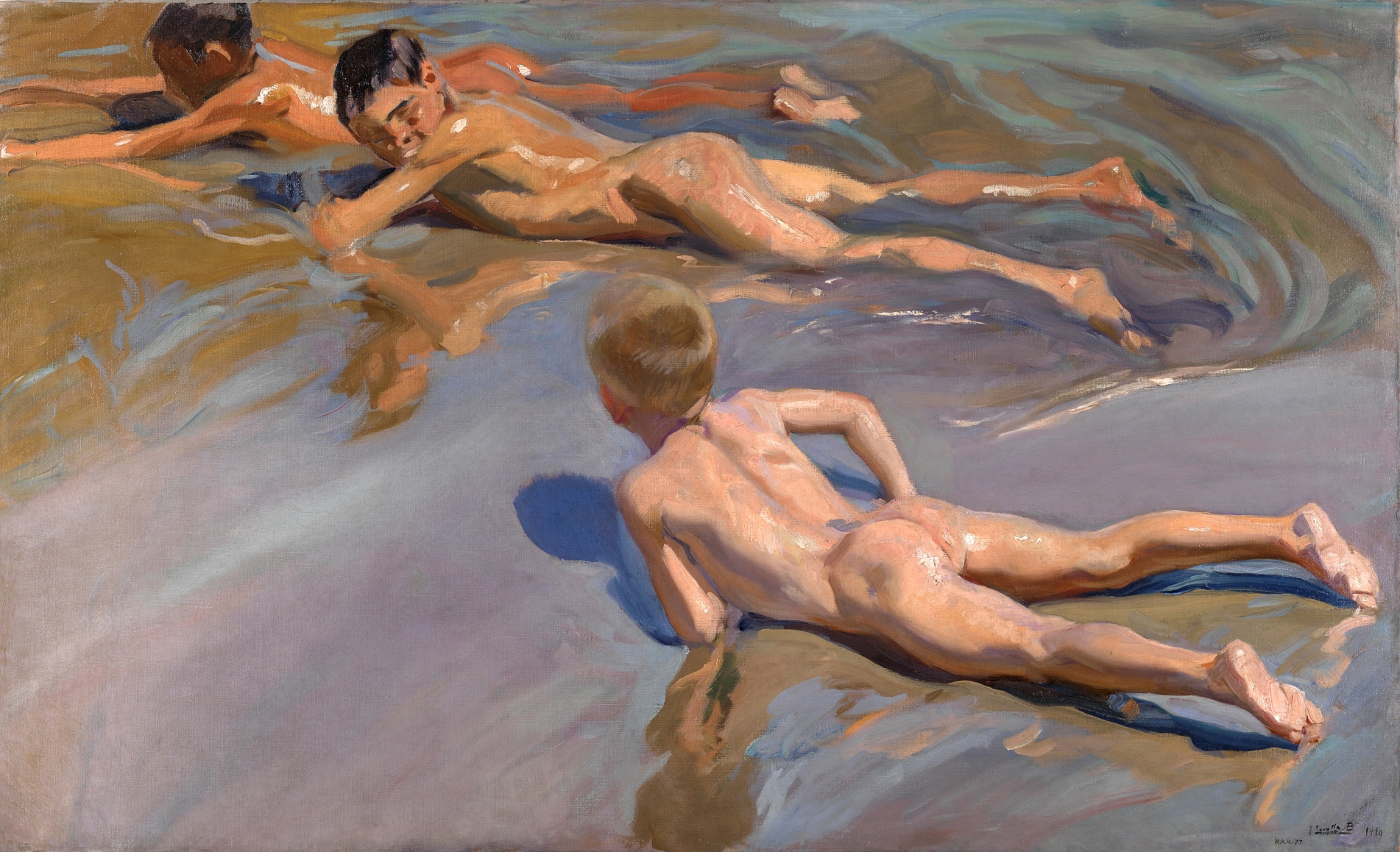
La exposición de la piel a la luz solar es un aspecto fundamental en la prevención del déficit de vitamina D, tal como ilustra este lienzo de Sorolla.

## Déficit

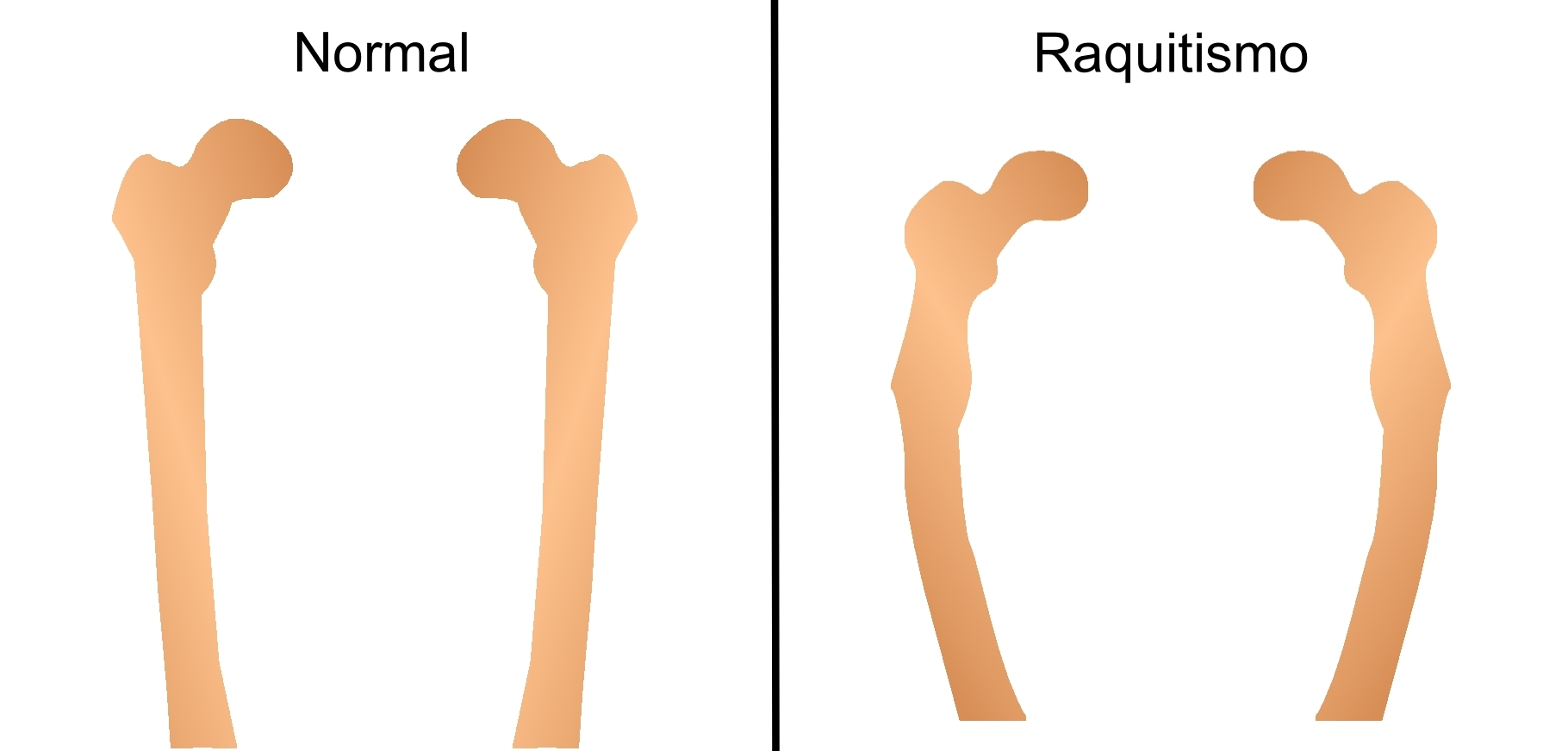
Deformidad en los fémures ocasionada por déficit de vitamina D. Obsérvese el arqueamiento del hueso que provoca disminución de la estatura.

## Análogos

Calcipotriol

## Historia

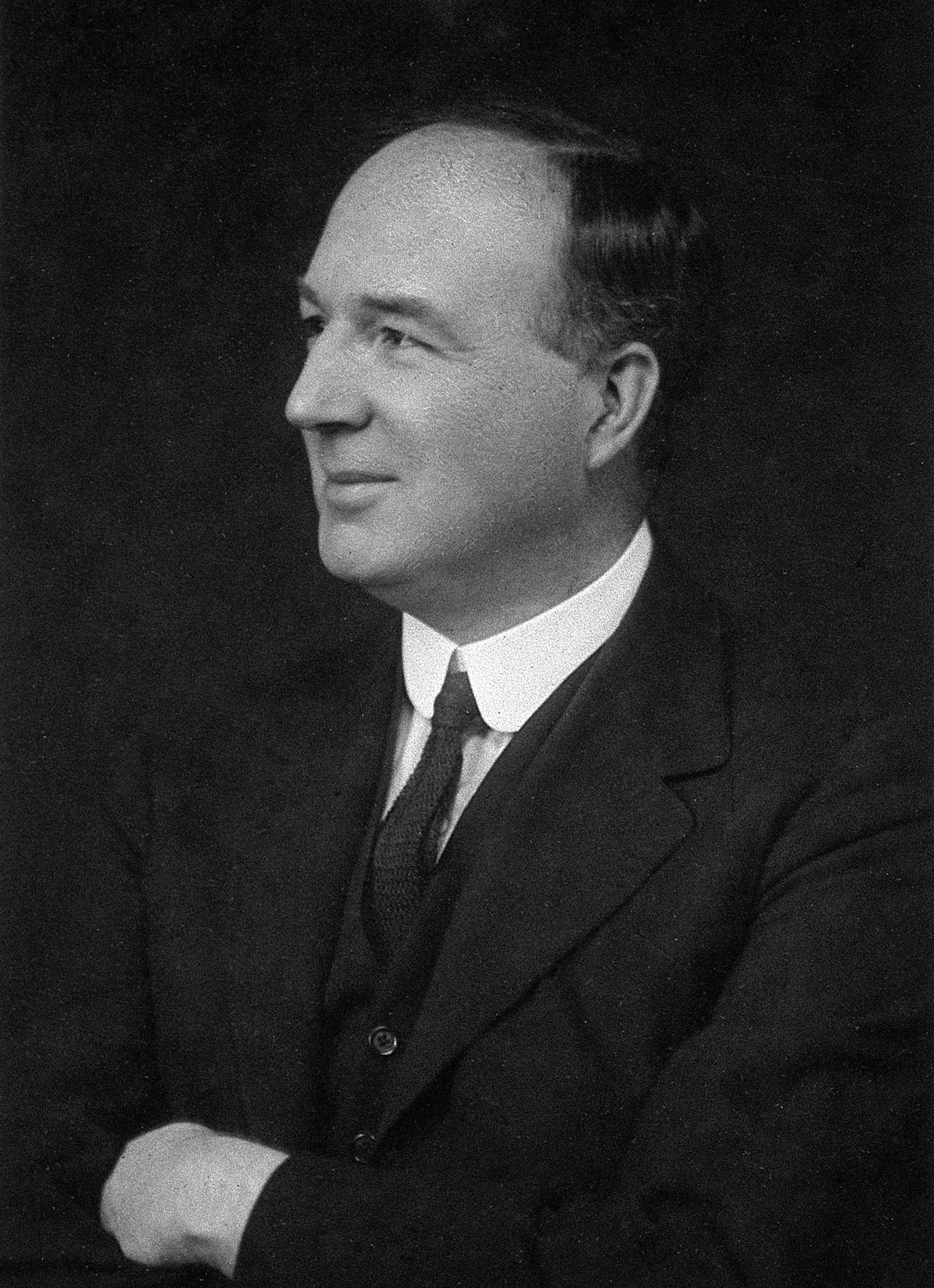
Edward Mellanby, uno de los pioneros en el estudio del raquitismo y sus causas. En 1948 fue nombrado caballero gran cruz de la Orden del Imperio Británico.

## Bioquímica y síntesis

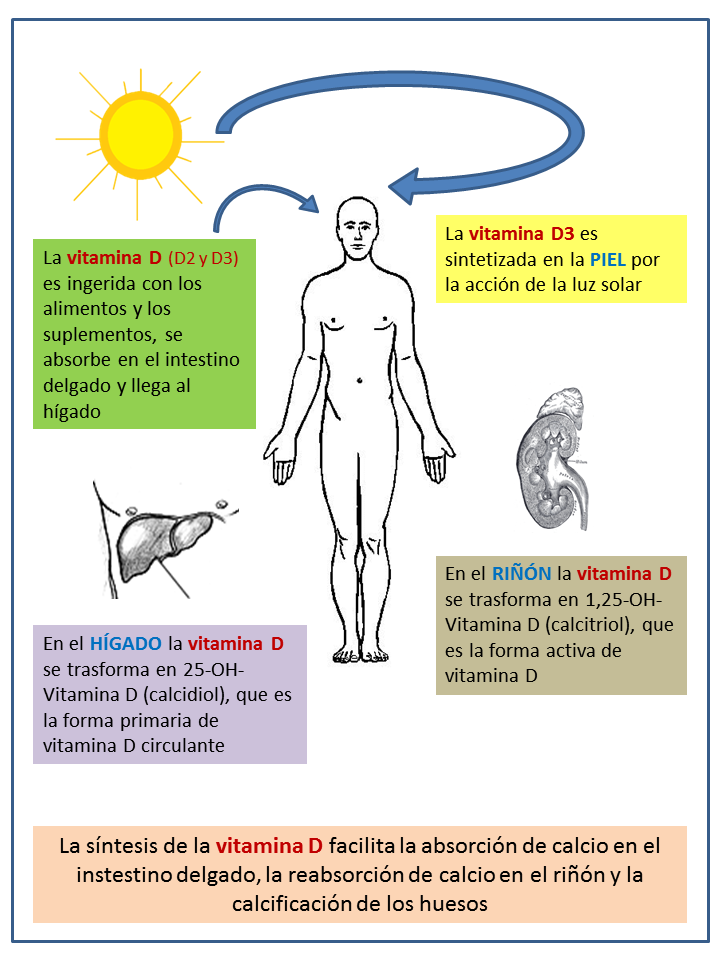

Hidroxilación hepática de colecalciferol a 25 hidroxicolecalciferol

Hidroxilación renal de 25 hidroxicolecalciferol a 1-25 dihidroxicolecalciferol

Cuando los rayos ultravioletas entran en contacto con la piel, el 7-dehidrocolesterol se transforma en colecalciferol (vitamina D3). El colecalciferol es en realidad una prohormona y no es biológicamente activo. Para activarse debe someterse a dos hidroxilaciones, la primera en el hígado formando 25-hidroxicolecalciferol (calcidiol) y la segunda en el riñón formando 1,25-dihidroxicolecalciferol, también llamada calcitriol, que es la forma activa.

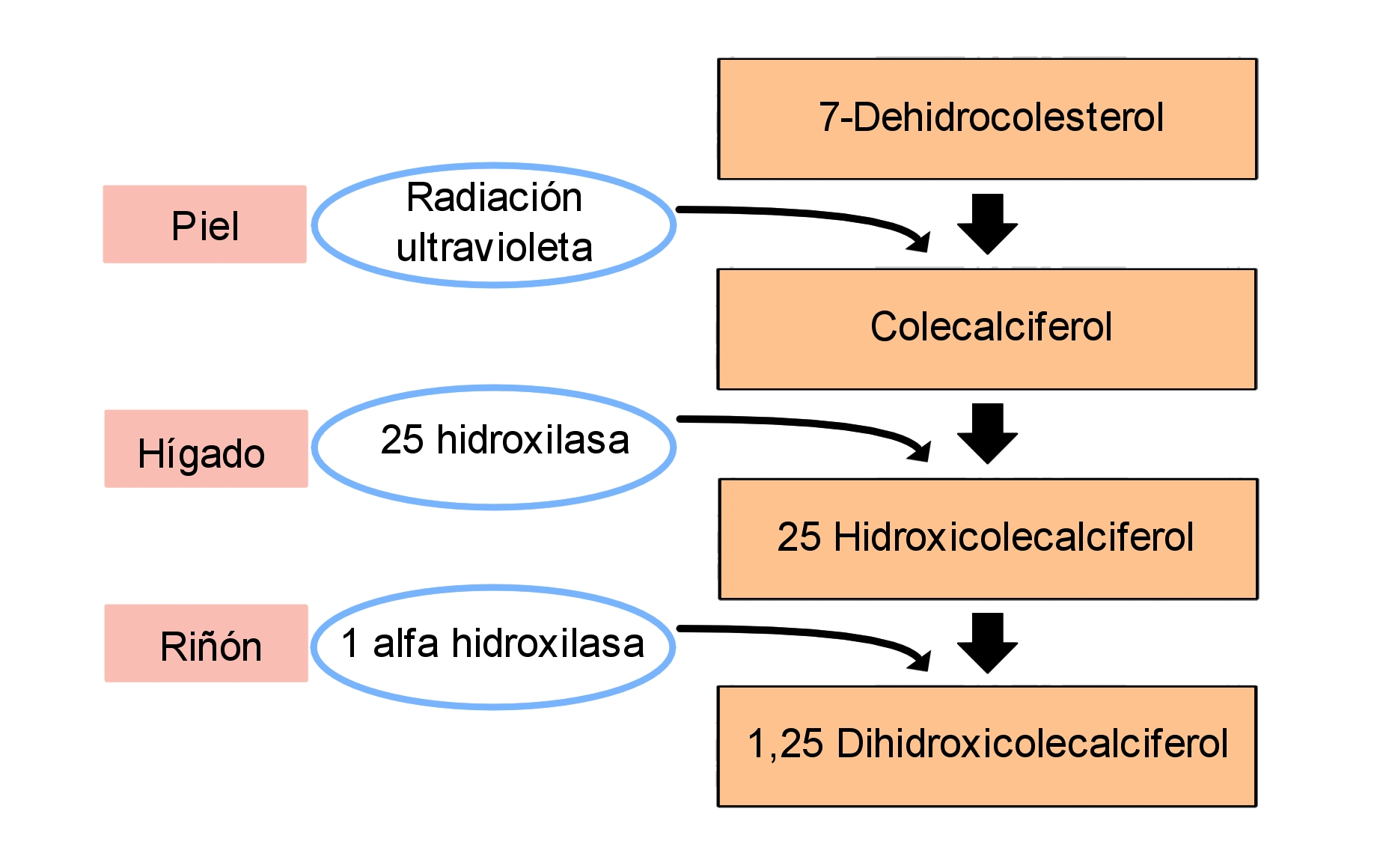

## Formas
En los alimentos la vitamina D se encuentra en dos formas: ergocalciferol o vitamina D2 y colecalciferol o vitamina D3. Tanto la vitamina D2 como la D3 que se obtienen de los alimentos debe hidroxilarse para transformarse en la forma activa y así cumplir su función.
La forma activa de la vitamina D es el 1,25-dihidroxicolecalciferol, también denominado calcitriol, que se sintetiza en los riñones a partir de la forma circulante en la sangre 25-hidroxicolecalciferol o calcidiol que a su vez se forma en el hígado a partir de vitamina D3 (colecalciferol).